# 彭沛民
彭沛民（1894年9月22日—1974年12月28日），男，湖南长沙人，中国画家，江西师范学院教授，曾任中国美术家协会理事。